# Johan Lundgren
Johan Oscar Arnold Lundgren (5 de janeiro de 1899 — 21 de junho de 1979) foi um ciclista de estrada dinamarquês. Participou nos Jogos Olímpicos de 1920, em Antuérpia.